# Žitorađa
Žitorađa (em cirílico: Житорађа) é uma Cidade da Sérvia localizada no distrito de Toplica, na região de Toplica. A sua população era de 3365 habitantes segundo o censo de 2011.

## Demografia
| 1948 | 1953 | 1961 | 1971 | 1981 | 1991 | 2002 | 2011 |
| ---- | ---- | ---- | ---- | ---- | ---- | ---- | ---- |
| 2442 | 2464 | 2618 | 2849 | 3270 | 3503 | 3543 | 3365 |